# Talladega Superspeedway

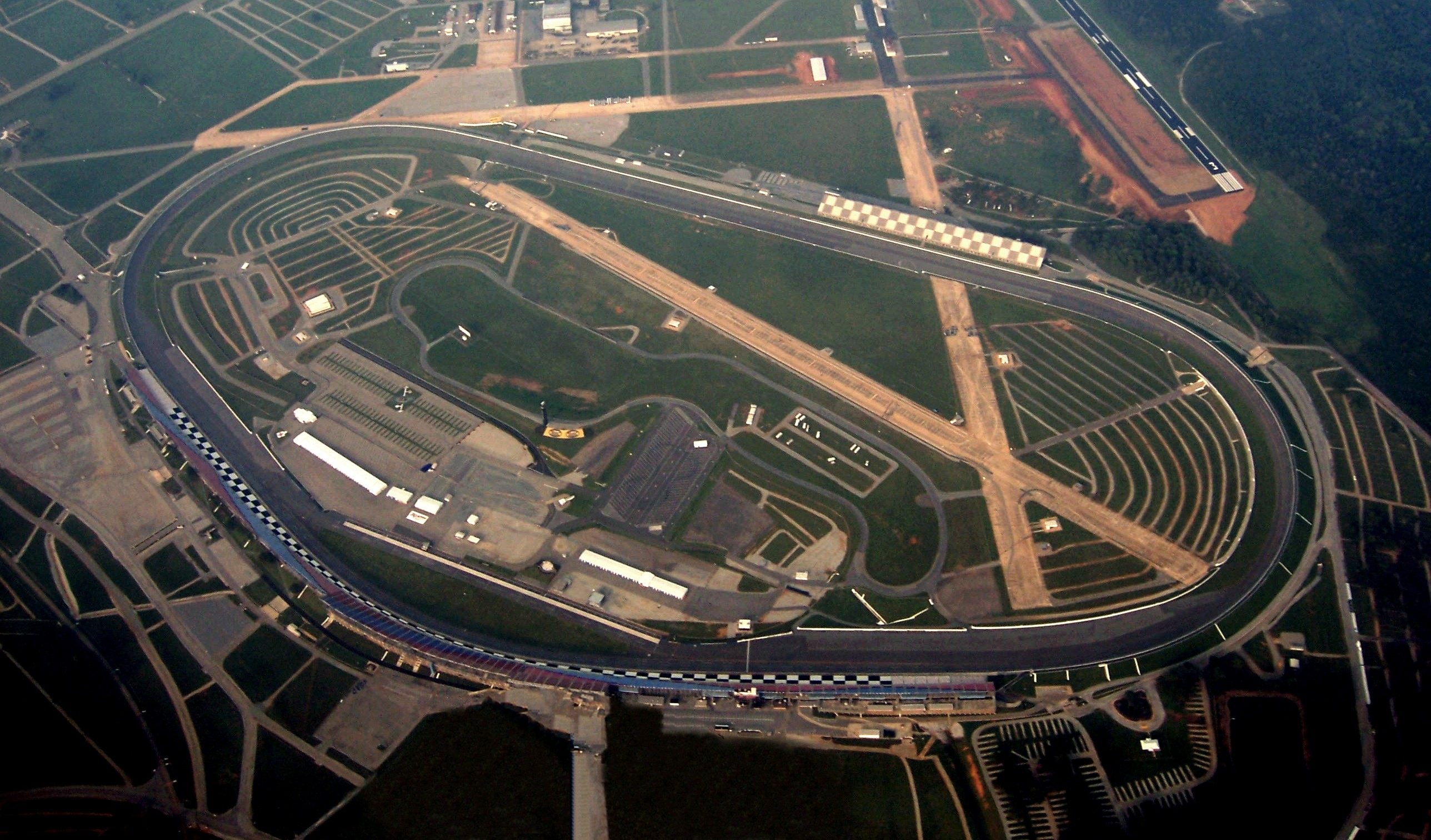
Visão aérea.

Talladega Superspeedway é um complexo automobilístico localizado em Talladega, no estado do Alabama, Estados Unidos. Foi construído em 1969 no local da antiga Base da Força Aérea de Anniston pela International Speedway Corporation, controlada por Bill France que é o fundador da NASCAR.
O complexo inclui o circuito oval mais rápido do mundo, no formato tri-oval (três curvas) com 4.280 metros de extensão (2,66 milhas). A inclinação em suas curvas são de 33° na um e na dois enquanto na três possui 18°. As retas possuem 3° de inclinação.
Atualmente o Talladega Superspeedway recebe duas provas da NASCAR Cup Series, duas da NASCAR Xfinity Series e uma da NASCAR Craftsman Truck Series.

## Recorde
Em 30 de abril de 1987, Bill Elliott foi responsável pela maior velocidade já registrada para carros de turismo com uma média de volta em 212,809 milhas por hora (342,409 km/h) em 44,998 segundos. Devido a vários acidentes graves causados por essa super velocidade, hoje os carros da NASCAR são obrigados a usar uma placa restritora limitando suas velocidades para baixo de 320 km/h, tornando o recorde de Bill Elliott inalcançável atualmente.